# Atrium
|  | For hjertets forkammer, se Atrium (hjertet) |
Et atrium (flertal atrier eller atriummer) eller aula er et mindre gårdrum afgrænset af omkringliggende bygning og er i klassisk forstand ikke nødvendigvis overdækket. Det kan også være et frodigt gårdrum, som de lidt finere arabere havde i gammel oldtid.
- Wikimedia Commons har flere filer relateret til Atriums

| Arkitektur | Spire Denne arkitekturartikel er en spire som bør udbygges. Du er velkommen til at hjælpe Wikipedia ved at udvide den. |